# Iberofonia
Iberofonia, espaço iberófono, mundo hispano-luso ou espaço Afro-Ibero-Latino-Americano é um neologismo utilizado para designar o conjunto de territórios do mundo onde se falam línguas iberorromânicas, principalmente espanhol e português. Neste sentido, inclui tanto a hispanofonia como a lusofonia. Engloba portanto os territórios definidos pelo termo Ibero-América, aos que se acrescentam os dos países de fala castelhana e portuguesa na Europa, na África e na Ásia, compreendendo por isso à totalidade da Comunidade dos Países de Língua Portuguesa. 
Em sua definição mais estrita, a Iberofonia compreende as nações e territórios de Argentina, Bolívia, Chile, Colômbia, Costa Rica, Cuba, República Dominicana, Equador, El Salvador, Espanha, Guatemala, Guiné Equatorial, Honduras, México, Nicarágua, Panamá, Paraguai, Peru, Porto Rico, a República Árabe Saaraui Democrática (reconhecida só por uma parte da comunidade internacional), Uruguai e Venezuela enquanto países ou territórios de língua oficial castelhana; Portugal, Brasil, Cabo Verde, Guiné-Bissau, Angola, Macau, Moçambique, Timor-Leste e São Tomé e Príncipe enquanto países ou territórios de língua oficial portuguesa, e Andorra, enquanto país de língua oficial catalã e com forte presença da língua castelhana. A esta lista podem somar-se Filipinas como nação historicamente vinculada ao espaço de fala castelhana, ao ter dita língua como cooficial até 1987, bem como outros países e territórios com presença de falantes de línguas ibéricas, como Belize, Estados Unidos e Gibraltar.
Neste sentido, o rei Filipe VI da Espanha referiu-se ao conjunto de países de fala iberoromânica como "um espaço cultural e linguístico formidável de alcance e projeção universal, que não devemos perder neste mundo cada vez mais globalizado."

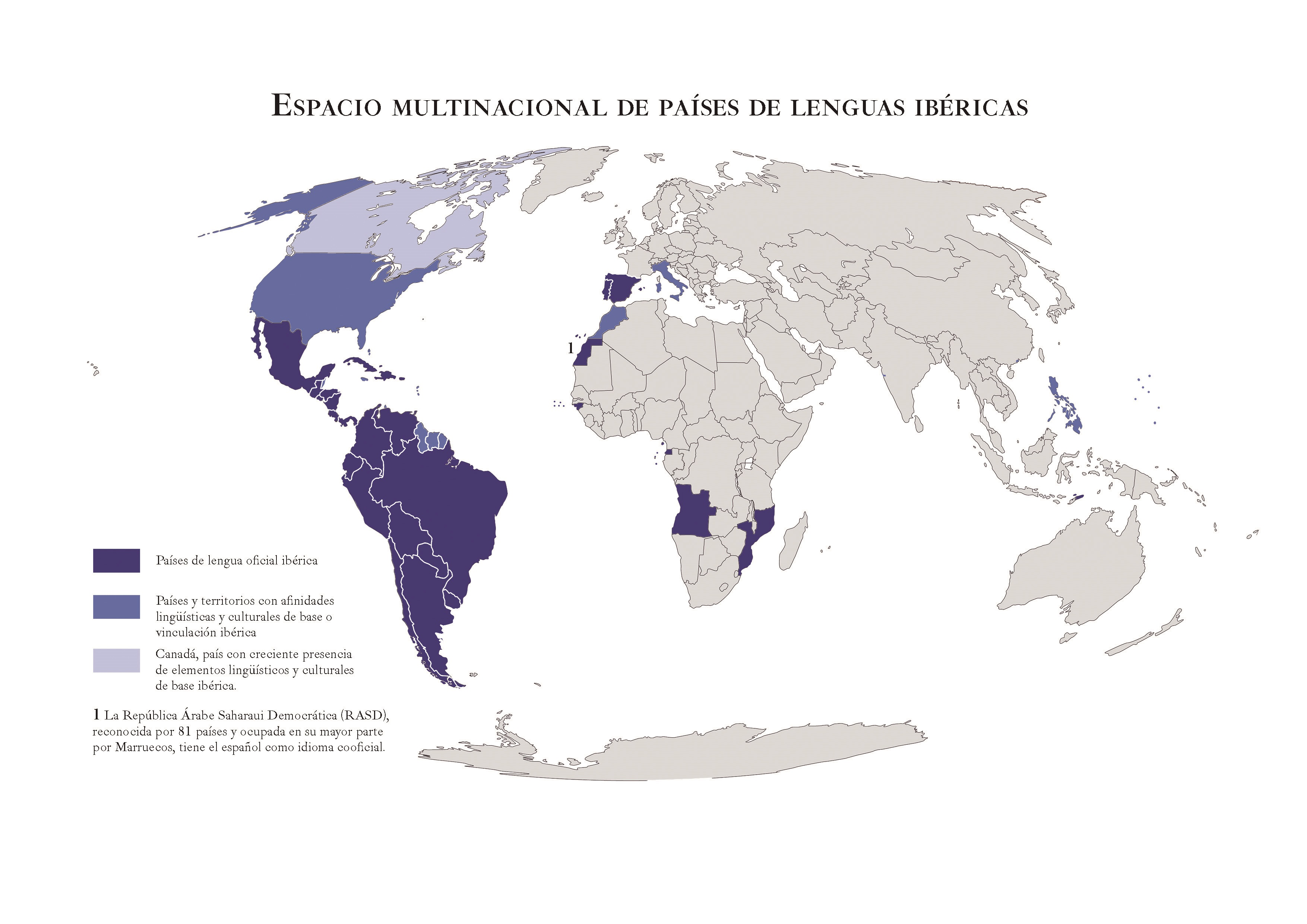
Espaço das línguas ibéricas, segundo F.A. Durántez Prados

O atual Secretário Geral da Organização de Estados Iberoamericanos para a Educação, a Ciência e a Cultura, Paulo Speller, recomenda o uso do termo iberofonia para designar uma nova realidade de aproximação da Comunidade Ibero-Americana de Nações à Comunidade dos Países de Língua Portuguesa. Dito programa de aproximação também é denominado com o vocábulo iberofonia.
O espaço iberófono a princípios do século XXI compreende 700 milhões de habitantes, mais de 20 milhões de quilómetros quadrados e em torno do 10% do PIB global. A vontade de articulação geopolítica deste espaço denominou-se paniberismo, em contraposição com o iberismo clássico que unicamente inclui aos territórios europeus da Iberofonia.

## Superfície, população e peso económico dos espaços hispanófono e lusófono, por país
Neste apartado segue-se o critério de Carrère e Masood, da Universidade de Genebra, os quais, em seu estudo "O peso económico dos principais espaços linguísticos do mundo" descrevem e comparam o PIB de diferentes agrupamentos de países nos denominados "espaços linguisticos" [sic]. Os espaços hispanófonos e lusófonos aparecem descritos e identificados nos apartados 1.4 e 1.5 de dito estudo. No apartado 2.2, estabelece-se uma comparativa dos diferentes espaços linguísticos, incluindo aos componentes (países e entidades terrritoriais) dos espaços hispanófono e lusófono, segundo seu peso económico, identificado com o PIB. Recolhe-se nesta tabela o enfoque dado por este estudo, listando o PIB dos países dos espaços hispanófono e lusófono.
| Classificação | País                 | Superfície em km² | População (2014) | PIB nominal (2014) em milhões de dólares |
| ------------- | -------------------- | ----------------- | ---------------- | ---------------------------------------- |
| 1             | Estados Unidos       | 9 826 675         | 321 773 631      | 17 348 072                               |
| 2             | Argentina            | 2 780 400         | 43 024 374       | 540 200                                  |
| 3             | México               | 1 964 375         | 120 286 655      | 1 283 000                                |
| 4             | Peru                 | 1 285 216         | 30 147 935       | 202 900                                  |
| 5             | Colômbia             | 1 138 914         | 46 245 297       | 384 900                                  |
| 6             | Bolívia              | 1 098 581         | 10 631 486       | 34 430                                   |
| 7             | Venezuela            | 916 445           | 28 868 486       | 205 800                                  |
| 8             | Chile                | 756 102           | 17 363 894       | 256 000                                  |
| 9             | Espanha              | 505 370           | 47 737 941       | 1 407 000                                |
| 10            | Paraguai             | 406 752           | 6 703 860        | 29 700                                   |
| 11            | Equador              | 283 561           | 15 654 411       | 100 800                                  |
| 12            | Uruguai              | 176 215           | 3 332 972        | 55 140                                   |
| 13            | Nicarágua            | 130 370           | 5 848 641        | 11 710                                   |
| 14            | Honduras             | 112 090           | 8 598 561        | 19 510                                   |
| 15            | Cuba                 | 110 860           | 11 047 251       | 77 150                                   |
| 16            | Guatemala            | 108 889           | 14 647 083       | 60 420                                   |
| 17            | Panamá               | 75 420            | 3 608 431        | 43 780                                   |
| 18            | Costa Rica           | 51 100            | 4 755 234        | 48 140                                   |
| 19            | República Dominicana | 48 670            | 10 349 741       | 64 080                                   |
| 20            | Guiné Equatorial     | 28 051            | 722 254          | 14 310                                   |
| 21            | El Salvador          | 21 041            | 6 125 512        | 25 310                                   |
| 22            | Porto Rico           | 13 790            | 3 620 897        | 61 460                                   |
| Total         | Espaço hispanófono   | 21 838 887        | 494 708 455      | 22 273 812                               |

| Classificação | País                | Superfície em km² | População (2014) | PIB nominal (2014) em milhões de dólares |
| ------------- | ------------------- | ----------------- | ---------------- | ---------------------------------------- |
| 1             | Brasil              | 8 514 877         | 202 656 788      | 2 353 000                                |
| 2             | Angola              | 1 246 700         | 19 088 106       | 128 600                                  |
| 3             | Moçambique          | 799 380           | 24 692 144       | 16 680                                   |
| 4             | Portugal            | 92 090            | 10 813 834       | 230 000                                  |
| 5             | Guiné-Bissau        | 36 125            | 1 693 398        | 1 024                                    |
| 6             | Timor-Leste         | 14 874            | 1 201 542        | 4 478                                    |
| 7             | Cabo Verde          | 4 033             | 538 535          | 1 899                                    |
| 8             | São Tomé e Príncipe | 964               | 190 428          | 341                                      |
| Total         | Espaço lusófono     | 10 709 043        | 260 874 775      | 2 736 022                                |

## Superfície, população e PIB nominal total da Iberofonia
| Classificação | País                                  | População (2014) | Superfície em km² | PIB nominal (2014) em milhões de dólares |
| ------------- | ------------------------------------- | ---------------- | ----------------- | ---------------------------------------- |
| 1             | Brasil                                | 202 656 788      | 8 514 877         | 2 353 000                                |
| 2             | México                                | 120 286 655      | 1 964 375         | 1 283 000                                |
| 3             | Espanha                               | 47 737 941       | 505 370           | 1 407 000                                |
| 4             | Colômbia                              | 46 245 297       | 1 138 914         | 384 900                                  |
| 5             | Argentina                             | 43 024 374       | 2 780 400         | 540 200                                  |
| 6             | Estados Unidos (falantes do espanhol) | 39 254 342       | 9 826 675         | 17 348 072                               |
| 7             | Peru                                  | 30 147 935       | 1 285 216         | 202 900                                  |
| 8             | Venezuela                             | 28 868 486       | 916 445           | 205 800                                  |
| 9             | Moçambique                            | 24 692 144       | 799 380           | 16 680                                   |
| 10            | Angola                                | 19 088 106       | 1 246 700         | 128 600                                  |
| 11            | Chile                                 | 17 363 894       | 756 102           | 256 000                                  |
| 12            | Equador                               | 15 654 411       | 283 561           | 100 800                                  |
| 13            | Guatemala                             | 14 647 083       | 108 889           | 60 420                                   |
| 14            | Cuba                                  | 11 047 251       | 110 860           | 77 150                                   |
| 15            | Portugal                              | 10 813 834       | 92 090            | 230 000                                  |
| 16            | Bolívia                               | 10 631 486       | 1 098 581         | 34 430                                   |
| 17            | República Dominicana                  | 10 349 741       | 48 670            | 64 080                                   |
| 18            | Honduras                              | 8 598 561        | 112 090           | 19 510                                   |
| 19            | Paraguai                              | 6 703 860        | 406 752           | 29 700                                   |
| 20            | El Salvador                           | 6 125 512        | 21 041            | 25 310                                   |
| 21            | Nicarágua                             | 5 848 641        | 130 370           | 11 710                                   |
| 22            | Costa Rica                            | 4 755 234        | 51 100            | 48 140                                   |
| 23            | Porto Rico                            | 3 620 897        | 13 790            | 61 460                                   |
| 24            | Panamá                                | 3 608 431        | 75 420            | 43 780                                   |
| 25            | Uruguai                               | 3 332 972        | 176 215           | 55 140                                   |
| 26            | Guiné-Bissau                          | 1 693 398        | 36 125            | 1 024                                    |
| 27            | Timor-Leste                           | 1 201 542        | 14 874            | 4 478                                    |
| 28            | Guiné Equatorial                      | 722 254          | 28 051            | 14 310                                   |
| 29            | Cabo Verde                            | 538 535          | 4 033             | 1 899                                    |
| 30            | São Tomé e Príncipe                   | 190 428          | 964               | 341                                      |
| 31            | Andorra                               | 85 458           | 468               | 4 800                                    |
| Total         | Iberofonia                            | 755 668 688      | 32 548 398        | 25 014 634                               |